# Lądowisko Maspex-Wadowice
Lądowisko Maspex-Wadowice – lądowisko śmigłowcowe w Wadowicach, w województwie małopolskim, położone przy ul. Legionów. 
Zarządzającym lądowiskiem jest firma Maspex. Oddane do użytku zostało w roku 2013 i jest wpisane do ewidencji lądowisk Urzędu Lotnictwa Cywilnego pod numerem 226.